# Lotf João Bassitt
Lotf João Bassitt (26 de abril de 1914 - 18 de maio de 1988) foi um médico, empresário e político brasileiro. Loft era filho do comerciante libanês João Bassitt e irmão do deputado estadual Bady Bassitt.
Foi prefeito de São José do Rio Preto entre 1964 e 1968. Elegeu-se para o cargo pela coligação PSD/PSP/PTB, recebendo 12.234 votos. Na campanha, em que prometeu combater a ação de sindicatos e organizações "subversivas", contou com o apoio da Associação Comercial, Industrial e Agrária de Rio Preto (ACIA), uma organização de perfil conservador que se opunha à reforma agrária e à "infiltração de esquerda" do governo João Goulart. 
Durante a sua administração foram construídos os prédios do Paço Municipal, Câmara Municipal, Casa de Cultura, Teatro Municipal, Garagem Municipal e  Pronto-Socorro da Ercília. Também construiu o viaduto da Andaló e canalizou o córrego Canela.
Formado em Medicina pela Escola Paulista de Medicina, em São Paulo, 1938, foi dono do Sanatório Taves e fundou a Casa de Saúde São João.
Estudioso da doutrina espírita, foi Presidente da Associação Espírita Allan Kardec por 13 anos.
Sua principal atividade como empresário foi na área da construção civil. Construiu em Rio Preto dezenas de edifícios, que se destacavam pelo uso de pastilhas ao invés de reboco em seu revestimento.